# Canal de Vichni-Volotchok
Le canal de Vichni-Volotchok (russe : Вышневолоцкая водная система) est une voie navigable reliant le bassin de la Baltique avec celui de la Mer Caspienne. Plus précisément, il relie les rivières Msta et Tvertsa, affluents de la Néva et de la Volga, autour de la ville de Vyshny Volochyok située dans l'oblast de Tver, en Russie. Il a été construit dans les années 1700 et est devenu le premier cours d'eau à relier les bassins des deux mers. La voie d'eau est toujours en activité, même si elle a été remplacée par la voie navigable Volga-Baltique et n'est pas capable de laisser passage à des bateaux de fort tonnage. 

## Histoire
À partir d'une grande quantité de sites archéologiques, on peut déduire qu'une voie d'eau entre le lac Ilmen, les rivières Tsna et Tvertsa jusqu'à la Volga existait depuis l'époque médiévale. Le nom de Vyshny Volochyok vient du russe : волок, (volok, ce qui signifie portage). Le 12 janvier 1703, le Tsar russe Pierre le Grand signe un décret qui ordonne la construction d'un canal à la place du portage. Le prince Matvey Gagarine est nommé superviseur de la construction, et Adriaan Houter, un ingénieur hydraulique originaire d'Amsterdam, est embauché pour effectuer la construction. La voie d'eau est ouvert en 1706, et devient la première voie navigable reliant les bassins de la Neva et de la Volga. Le canal, connu sous le nom de canal Gagarine puis plus tard canal de la Tvertsa, faisait 2811 mètres de longueur et 15 mètres de profondeur. Toutefois, le projet de construction contenait un certain nombre d'erreurs, la navigation devint impossible en certains points.
En 1719, Mikhaïl Serdioukov est volontaire pour reconstruire le canal, qu'il supervise à partir du 26 juin 1719. Serdioukov construit alors le réservoir de Vichny-Volchyok qui comporte deux déversoirs, un pour le lac Mstino et l'autre pour la Tvertsa. Il reconstruit également le système de canaux et d'écluses. En 1774, le canal et les zones environnantes sont rachetés par l'état russe aux héritiers de Serdioukov.
Au cours du XVIIe siècle, des barrages ont été construits sur les rivières Msta et Tvertsa afin d'assurer un niveau de l'eau suffisant pour la navigation. En 1773, Jacob Sievers, alors gouverneur de Novgorod, reconstruit le système de canaux, ajoutant deux retenues d'eau secondaires. En 1797, une nouvelle reconstruction est en cours. Dans les années 1760, plus de 4000 bateaux traversaient les canaux annuellement, pour un nombre dépassant les 55000 après 1775. Le pic est atteint entre 1814 et 1849, puis la voie navigable perd de son importance au profit d'autres canaux et du chemin de fer.
En 1778, le canal Vichny-Volochykok est défini comme l'étendue entre le  Tver et le canal du Ladoga. Il est subdivisé en trois parties : l'une entre le Tver et le lac Mstino, l'autre entre le Lac Mstino et Novgorod, et la troisième entre Novgorod et l'embouchure de la Volkhov. La direction du système se trouve à Vichny-Volochyok, qui a obtenu le statut de ville en 1770.